# Benifaió
Benifaió là một đô thị ở comarca Ribera Alta cộng đồng Valencia, Tây Ban Nha. Đô thị này có diện tích 20,15 km², dân số thời điểm năm 2006 là 12.208 người.
Ở quảng trường trung tâm, đô thị này có một toà tháp do người Moor xây dựng.

## Thành phố kết nghĩa
Benifaió kết nghĩa với:
- Weiler-Simmerberg ở Bavaria, Đức (since 2004-2005)
- Valmontone ở Latium, Italia